# Boris Pistorius
Boris Pistorius (Osnabrück, 14 de marzo de 1960) es un abogado y político alemán del Partido Socialdemócrata (SPD) que se ha desempeñado como ministro Federal de Defensa de Alemania desde enero de 2023, tras la renuncia de Christine Lambrecht. Previamente fue ministro Estatal de Interior y Deportes en el gobierno estatal de Baja Sajonia desde 2013 hasta 2023.

## Biografía
Pistorius nació en Osnabrück, hijo de Ursula Pistorius (de soltera Raabe) y Ludwig Pistorius. Su madre fue diputada del Landtag de Baja Sajonia de 1978 a 1990.
Después de realizar su abitur en el Ernst-Moritz-Arndt Gymnasium en Osnabrück, cumplió el período obligatorio del servicio militar a principios de la década de 1980  antes de iniciar estudios de derecho en la Universidad de Münster y la Universidad de Osnabrück, y también, por un breve período, en la Universidad Católica del Oeste.

### Carrera política
Pistorius se unió al SPD en 1976.
Pistorius trabajó como asesor personal del ministro Estatal del Interior de Baja Sajonia, Gerhard Glogowski, en el gobierno  dirigido por el ministro-presidente Gerhard Schröder de 1991 a 1995, y fue subjefe de su oficina de 1995 a 1996.
Pistorius formó parte del consejo de la ciudad de Osnabrück desde 1996 hasta 2013 y de 1999 a 2002 se desempeñó como vicealcalde de Osnabrück.
Pistorius se desempeñó como alcalde de Osnabrück y comenzó su mandato como alcalde el 7 de noviembre de 2006, ganando con un 55,5 % a Wolfgang Griesert,  quien luego se convertiría en alcalde después de la renuncia de Pistorius debido a su cargo en el gobierno de Baja Sajonia en 2013.
Después de las elecciones estatales de Baja Sajonia de 2013, Pistorius prestó juramento como ministro Estatal del Interior y Deportes de Baja Sajonia el 19 de febrero de 2013, en el gobierno de Stephan Weil.
De 2013 a 2017, Pistorius fue uno de los representantes de Baja Sajonia en el Bundesrat alemán; a partir de 2017, fue miembro suplente. En esta capacidad, fue miembro del Grupo de Amistad Germano-Ruso establecido en cooperación con el Consejo de la Federación Rusa. También fue miembro suplente de la delegación alemana en la Asamblea Parlamentaria de la OTAN desde 2022, donde formó parte del Comité Político, su Subcomité de Asociaciones de la OTAN y su Subcomité de Relaciones Transatlánticas.
Durante su tiempo en el gobierno estatal, Pistorius fue ampliamente visto como destacado por su postura dura sobre el radicalismo islamista, las amenazas terroristas, el crimen organizado y el extremismo de derecha.
En las negociaciones para formar un cuarto gobierno de coalición bajo el liderazgo de la canciller Angela Merkel tras las elecciones federales de 2017, Pistorius formó parte del grupo de trabajo sobre asuntos internos y legales, encabezado por Thomas de Maizière, Stephan Mayer y Heiko Maas.
En las elecciones de liderazgo del SPD de 2019, Pistorius fue candidato para el cargo de copresidente del partido, junto con la ministra de Estado de Sajonia, Petra Köpping. Köpping y Pistorius llegaron al quinto lugar, recibiendo sólo el 14,41% de los votos.
En las negociaciones para formar una llamada "coalición semáforo" entre el SPD, Alianza 90/Los Verdes y el Partido Democrático Libre (FDP) tras las elecciones alemanas de 2021, Pistorius encabezó la delegación de su partido en el grupo de trabajo sobre migración e integración; los copresidentes de los otros partidos fueron Luise Amtsberg y Joachim Stamp.

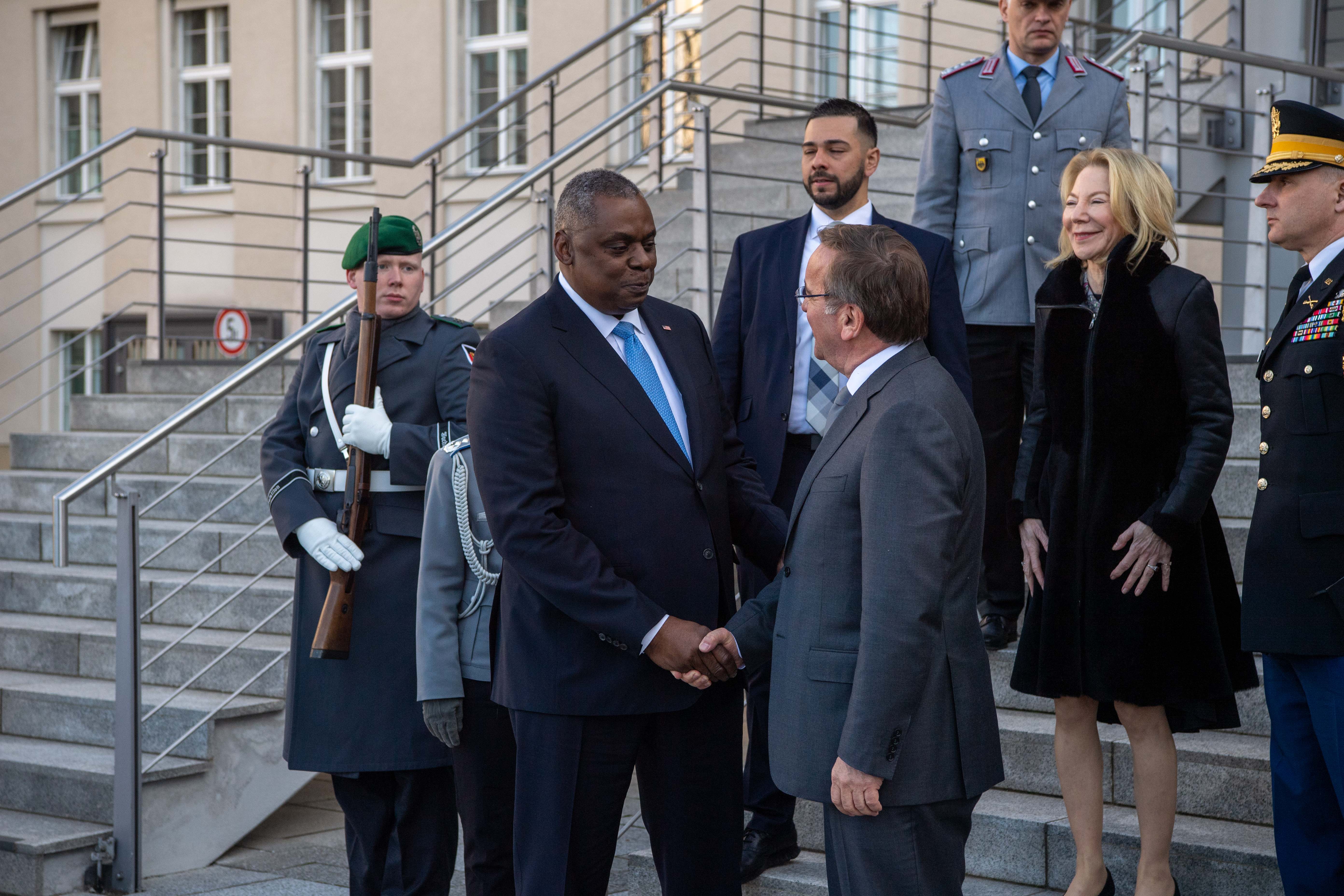
Con Lloyd Austin en Berlin, 2023

El 17 de enero de 2023, el canciller Olaf Scholz anunció que Pistorius sucedería a Christine Lambrecht, quien dimitió el 16 de enero tras numerosos escándalos, como ministro de Defensa. El nombramiento fue criticado, ya que significaría romper la paridad de género que Scholz había prometido en la formación de su gabinete.
Pistorius prestó juramento en el Bundestag el 19 de enero de 2023.